# Панозеро (посёлок)
Па́нозеро (карел. Puanajärvi) — посёлок в составе Кривопорожского сельского поселения Кемского района Республики Карелия.

## Общие сведения
Посёлок расположен на берегу реки Кемь, соединён с другим берегом паромной переправой.

## Население
| 2002 | 2009 | 2010 | 2013 |
| ---- | ---- | ---- | ---- |
| 430  | ↘371 | ↘306 | ↘283 |

## Улицы
- ул. Боровая
- ул. Ленина
- ул. Лесная
- ул. Майская
- ул. Молодёжная
- ул. Октябрьская
- ул. Спортивная
- ул. Школьная